# Welterbe in Eritrea

Zum Welterbe in Eritrea gehört (Stand 2017) eine UNESCO-Welterbestätte des Weltkulturerbes. Eritrea ist der Welterbekonvention 2001 beigetreten, die bislang einzige Welterbestätte wurden 2017 in die Welterbeliste aufgenommen.

## Welterbestätten
Die folgende Tabelle listet die UNESCO-Welterbestätten in Eritrea in chronologischer Reihenfolge nach dem Jahr ihrer Aufnahme in die Welterbeliste (K – Kulturerbe, N – Naturerbe, K/N – gemischt, (G) – auf der Liste des gefährdeten Welterbes).
| Bild                                           | Bezeichnung                                           | Jahr | Typ | Ref. | Beschreibung                                               |
| ---------------------------------------------- | ----------------------------------------------------- | ---- | --- | ---- | ---------------------------------------------------------- |
| Asmara: Eine modernistische afrikanische Stadt | Asmara: Eine modernistische afrikanische Stadt (Lage) | 2017 | K   | 1550 | Architektur der Moderne im historischen Bereich von Asmara |

## Tentativliste
In der Tentativliste sind die Stätten eingetragen, die für eine Nominierung zur Aufnahme in die Welterbeliste vorgesehen sind.

### Aktuelle Welterbekandidaten
Derzeit (2017) ist eine Stätte in der Tentativliste von Eritrea eingetragen, die Eintragung erfolgte 2011. Die folgende Tabelle listet die Stätten in chronologischer Reihenfolge nach dem Jahr ihrer Aufnahme in die Tentativliste (K – Kulturerbe, N – Naturerbe, K/N – gemischt).
| Bild                     | Bezeichnung              | Jahr | Typ | Ref. | Beschreibung |
| ------------------------ | ------------------------ | ---- | --- | ---- | ------------ |
| Kulturlandschaft Qohaito | Kulturlandschaft Qohaito | 2011 | K   | 5600 |              |

### Ehemalige Welterbekandidaten
Diese Stätten standen früher auf der Tentativliste, wurden jedoch wieder zurückgezogen oder von der UNESCO abgelehnt. Stätten, die in anderen Einträgen auf der Tentativliste enthalten oder Bestandteile von Welterbestätten sind, werden hier nicht berücksichtigt.
| Bild | Bezeichnung | Jahr      | Typ | Ref. | Beschreibung                      |
| ---- | ----------- | --------- | --- | ---- | --------------------------------- |
|      | Adulis      | 1978–1981 | K   | 11   | antike Handelsstadt am Roten Meer |
|      | Matara      | 1978–1981 | K   |      |                                   |